# 터키 한국전 참전 기념비
터키 한국전 참전 기념비는 6.25 전쟁 당시 1개 보병여단을 파병한 튀르키예군을 기리기 위하여 경기도 용인시 기흥구 동백동 산 16번지에 세워진 기념비다.
금양장리 전투 전적지와도 가깝다.
에버랜드로 가는 마성IC 고갯마루에 위치해 있다. 튀르키예는 미국과 영국을 제외하면 가장 많은 병력을 파병한 국가이며 전사 721명, 부상 2,147명, 실종 175명, 포로 346명의 인명 손실을 겪었다.
기념비에는 다음과 같은 문구가 새겨져 있다.

유엔군의 기치를 들고
터키 보병여단은
한국의 자유와 세계의 평화를 위해
침략자와 싸웠다
여기 그들의
전시상자 3,064명의
고귀한 피의 값은 헛되지 않으리라.

한편, 튀르키예 수도 앙카라에도 튀르키예의 6.25 전쟁 참전을 기리는 "한국전쟁토이기참전기념탑"과 “한국공원”이 있으며, 부산광역시의 UN 묘지에는 튀르키예군 462구의 시신이 안치되어 있다.